# Suchý vrch (Orlické hory)
Suchý vrch (německy Schwarzberg) je vrchol v České republice ležící v podřazeném celku Orlických hor Bukovohorské hornatině, jejímž je nejvyšším vrcholem. Hora leží přímo na historické zemské hranici Čech a Moravy na území obce Orličky v okrese Ústí nad Orlicí.

## Poloha
Suchý vrch a celá Bukovohorská hornatina se nacházejí na jihovýchodním konci Orlických hor. Suchý vrch se nachází asi 6 km jihozápadně od města Králíky a asi 7 km severovýchodně od města Jablonné nad Orlicí. Tvoří pro své okolí dominantní dvojvrchol s o něco nižším Bradlem. Vrchol Bradla je v nadmořské výšce 988 m a nachází se asi 600 m severozápadně od vrcholu Suchého vrchu. Oba vrcholy odděluje mělké sedlo. Ostatní svahy prudce spadají. Severovýchodní k Horním Bořikovicím, jihozápadní k Orličkám a jihovýchodní do sedla Hvězda. Suchý vrch leží na území přírodního parku Suchý vrch a Buková hora. Vrcholem prochází historická česko-moravská hranice, která je zde v přímé korelaci s úmořím a mění svůj směr z východo-západního průběhu na severo-jižní.

## Vodstvo
Vrchol Suchého vrchu leží na hlavním evropském rozvodí Severního a Černého moře. Jihovýchodní svah je odvodňován pravými přítoky říčky Březné, jejíž vody jsou přes Moravskou Sázavu a Moravu odváděny do Dunaje. Ostatní svahy jsou odvodňovány levými přítoky Tiché Orlice. Na severovýchodě je to Boříkovický potok a na západě Černovický potok, Jamnenský potok a Orličský potok.

## Vegetace
Přímo na vrcholu se nachází nevelká horská louka, jinak jsou svahy porostlé téměř výhradně a souvisle smrčinami.

## Komunikace
Z Červenovodského sedla, kterým prochází silnice silnice I/11 vede po západním úbočí veřejná silnice ke Kramářově chatě stojící v sedle mezi Suchým vrchem a Bradlem. U chaty se nachází i v létě placené parkoviště. Na silnici zde navazují dvě významnější lesní cesty. První k vrcholu a druhá severozápadním směrem úbočím Bradla na vrchol Boudy. U Kramářovy chaty je též významné rozcestí turistických tras. Prochází tudy červeně značená Jiráskova cesta od Zemské brány na Jablonné nad Orlicí, prochází zde zeleně značená trasa 4234 z Jablonného na Červenovodské sedlo a končí modře značená trasa 1858 z Těchonína. Prochází tudy též červeně značená cyklistická trasa z Červenovodského sedla do Mladkova a vede sem krátká odbočka zeleně značené lyžařské trasy Buková hora - Mladkov.

## Stavby

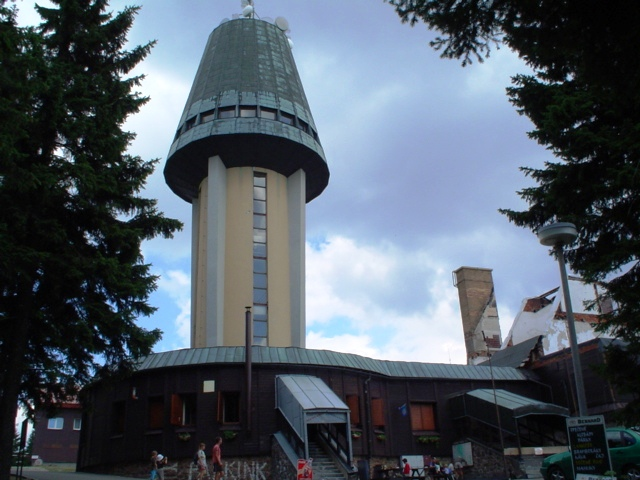
Rozhledna na Suchém vrchu

Přímo na vrcholu se nacházejí radiokomunikační převáděče. Další, vojenský, se nachází v sedle nad Kramářovou chatou. Neoplocený vojenský prostor okolo něj a přilehlé budovy se nachází v těsné blízkosti parkoviště a je na něj vstup zakázán.
V sedle se nachází i již zmíněná Kramářova chata. Původní zděná útulna byla dána veřejnosti do užívání 20. listopadu 1925. Dnešní stavba postavená dle projektu architekta Jaroslava Stejskala byla otevřena pro veřejnost 6. července 1928. Po 2. světové válce a v době komunismu se chata jmenovala Tyršova. Po privatizaci v devadesátých letech 20. století chata chátrala a v roce 1996 byla uzavřena. V červenci roku 2003 chata vyhořela a několik let dále chátrala. V roce 2010 započala rekonstrukce za přispění EU a roce 2012 byla zrekonstruovaná chata znovu otevřena veřejnosti. V prvním patře se nalézá restaurace, v přízemí je recepce a rychlé občerstvení.
V letech 1931–1932 byla ke Kramářově chatě přistavěna rozhledna (původně sloužící i jako vodárenská věž), která zůstala požárem nedotčena. Střechu ve tvaru komolého kužele získala v roce 1986. Je veřejnosti přístupná a v jejích prostorách se nachází i nevelký bufet. Z rozhledny je kruhový výhled východně na Hanušovickou vrchovinu a Hrubý Jeseník, severovýchodně na Kladskou kotlinu a Králický Sněžník, severně na Bystřické a Orlické hory a západně na Podorlickou pahorkatinu a dále do nitra Čech.
Přibližně 3 km severozápadně od rozhledny po červené turistické značce se nachází muzejně provozovaná dělostřelecká tvrz Bouda, která byla vybudována před 2. světovou válkou na obranu proti nacistickému Německu.